# Bro Gozh ma Zadoù
Bro Gozh ma Zadoù (traduzido do Bretão: Antiga Terra de meus Pais) é o hino nacional da Bretanha. É cantado com a mesma música do hino do País de Gales, Hen Wlad Fy Nhadau, e tem uma letra semelhante. O hino da Cornualha, Bro Goth Agan Tasow, também tem a mesma música.

## Texto
| Texto original em bretão | Tradução para o português |
| Ni, Breizhiz a galon, karomp hon gwir vro! Brudet eo an Arvor dre ar bed tro-dro. Dispont 'kreiz ar brezel, hon tadoù ken mat, A skuilhas eviti o gwad. O! Breizh, ma bro, me 'gar ma bro. Tra ma vo mor 'vel mur 'n he zro, Ra vezo digabestr ma bro! Breizh, douar ar Sant Kozh, douar ar varzhed, N'eus bro all a garan kement 'barzh ar bed. Pep menez, pep traoñienn d'am c'halon zo ker, Eno 'kousk meur a Vreizhad taer! Ar Vretoned 'zo tud kalet ha kreñv. N'eus pobl ken kalonek a-zindan an neñv. Gwerz trist, son dudius a ziwan enno. O! pegen kaer ez out, ma bro! Mard eo bet trec'het Breizh er brezelioù bras, He yezh a zo bepred ken bev ha biskoazh, He c'halon virvidik a lamm c'hoazh 'n he c'hreiz. Dihunet out bremañ, ma Breizh! | Nós, Bretões de coração, amamos o nosso país de verdade! O Arvor é conhecido em todo o mundo Sem medo, guerra após guerra, os nossos queridos ancestrais Deram o seu sangue pela Bretanha. Refrão: Oh Bretanha, meu país! Eu amo o meu país. Enquanto o mar servir de muralha ao seu redor Você será livre, minha Bretanha! Bretanha, terra dos santos antigos, terra dos Bardos, Não há outro país por quem eu ame tanto; Todas as montanhas, todos os vales são queridos ao meu coração. Neles, há tantos heróis Bretões! Refrão O povo Bretão é firme e forte; Nenhum outro povo debaixo destes céus é tão apaixonado; Lamentos ou canções felizes vivem em cada um deles. Oh! Você é tao linda, minha terra mãe! Refrão Se, no passado, você cedeu as guerras, A sua língua permaneceu viva para sempre, O seu coração quente ainda se arrepia por ela. Você está viva agora, minha Bretanha! |